# يوسف بدرة
يوسف بدرة (ولد في 5 يوليو 1984) هو لاعب جودو تونسي.

## وصلات خارجية
- يوسف بدرة على موقع JudoInside.com (الإنجليزية)
- يوسف بدرة على موقع أوليمبيديا (الإنجليزية)
- يوسف بدرة في JudoInside